# 20595 Райанвісноскі
20595 Райанвісноскі (20595 Ryanwisnoski) — астероїд головного поясу, відкритий 9 вересня 1999 року.
Тіссеранів параметр щодо Юпітера — 3,601.